# Santi Claudio e Andrea dei Borgognoni
Santi Claudio e Andrea dei Borgognoni (auch ohne Beinamen Santi Claudio e Andrea genannt) ist eine dem Hl. Claudius und Hl. Andreas geweihte Barock-Kirche in Rom. In ihrer heutigen Gestalt entstammt sie der ersten Hälfte des 18. Jahrhunderts. Sie ist Regionalkirche der Burgunder (ital. Borgognoni). Sie wird von Ordensmitgliedern der Eucharistiner betreut.

## Lage
Die Kirche befindet sich im II. römischen Rione Trevi an einem nach den beiden Patronen benannten Platz, etwa 200 Meter nordwestlich des Trevi-Brunnens. Mit ihrer nördlichen Seite liegt sie schräg gegenüber der Kirche San Silvestro in Capite.

## Baugeschichte
Ursprünglich befand sich an dieser Stelle ein Hospiz, das 1662 von Burgundern eingerichtet worden war; hierzu gehörte auch ein Oratorium. Der Beginn für den Neubau der heutigen Kirche erfolgte am 5. April 1728, und wurde 1729 fertiggestellt. Die Kirche wird Antoine Dérizet (von einer Quelle auch Filippo Raguzzini) zugeschrieben, die Fassade stammt sicher von Dérizet. Der französische Kardinal Melchior de Polignac weihte die Kirche am 4. März 1731. Seit 1866 wird die Kirche von den Eucharistinern betreut. Eine letzte Umgestaltung wurde 1963 vorgenommen.

## Baubeschreibung

### Fassade
Die Fassade ist zweigeschossig und im unteren Stockwerk dreiachsig aufgebaut. Die Fläche wird von Pilastern nach Kompositordnung gegliedert, wobei die Pilaster der mittleren Achse dreifach gestuft sind, was eine Betonung des Mittelrisalits zur Folge hat. In den Travéen der Seitenflächen sind Nischen eingestellt. Sie enthalten jeweils eine Statue, links die des einen Patrons Hl. Andreas, rechts den anderen Hl. Claudius. Die Figur des Hl. Andreas ist eine Arbeit Luc François Bretons, der Hl. Claudius stammt von Antoine-Guillaume Grandjacquet, beide stammen aus dem 18. Jahrhundert. Die Nischen, wie auch das eigentliche Portal werden von Pilastern toskanischer Ordnung flankiert. Das eigentliche Portal wird von einem Rundbogen und einer Nische mit schräggestellten Festons überwölbt. Über dem Portal direkt befindet sich eine kleine Tafel mit einer Jahresangabe, genannt ist das Jahr 1729. Über dem Gesims mit der Widmungsinschrift erhebt sich das Obergeschoss, es übernimmt in der Gliederung der Mittelachse die Vorgaben des Untergeschosses. Ein Rechteckfenster durchbricht die Wand, die Seitenflächen sind nicht ausgeführt, sondern laufen in steiler Kurvenform zu beiden Seiten in Postamenten mit Flammenvasen aus. Ein Segmentgiebel schließt die Fassade ab, in ihm ein Wappenschild mit den französischen Lilien. Weitere vier Flammenvasen und ein Kreuz krönen die Fassade.

### Innenraum

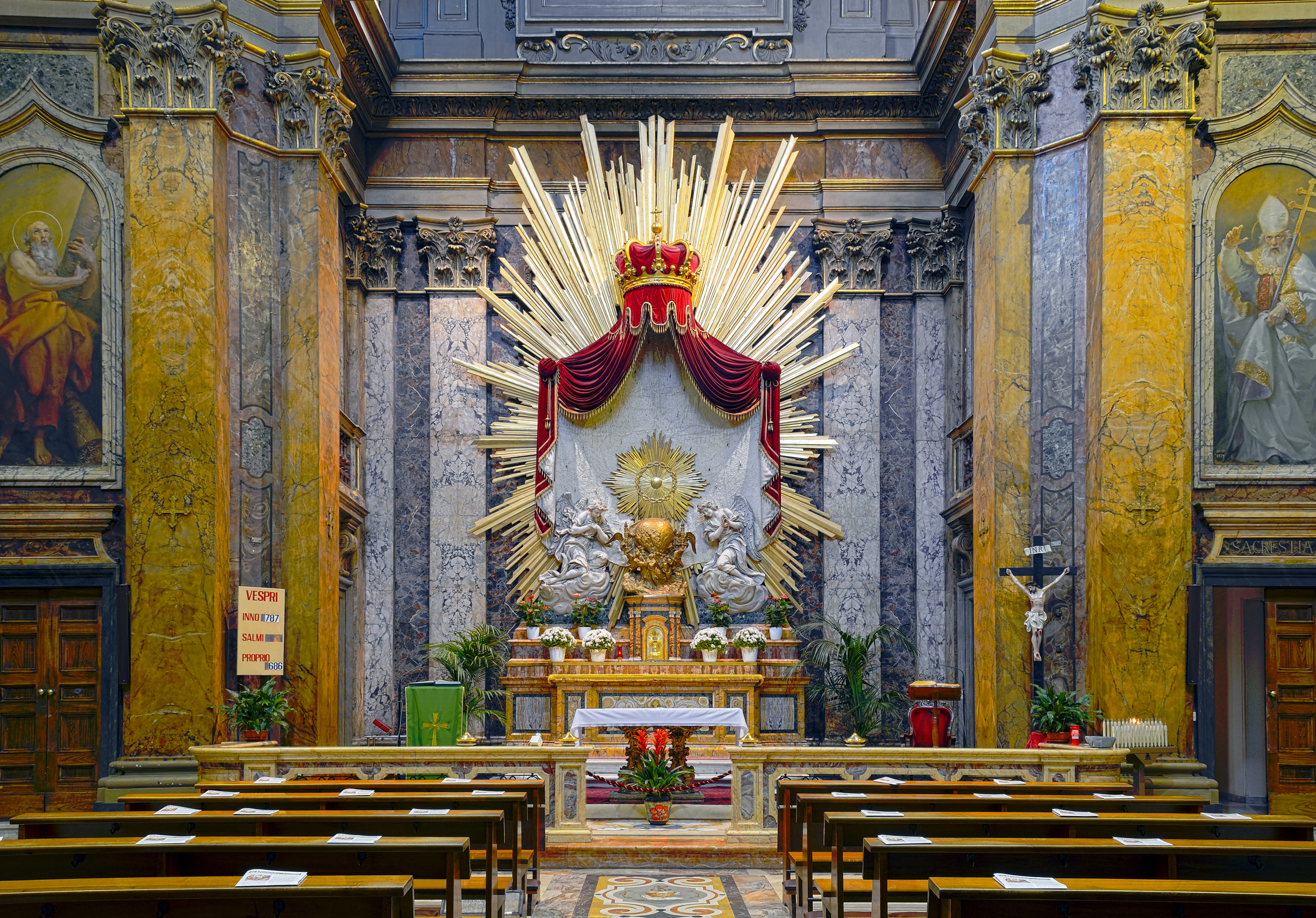
Altar

Die Kirche wurde der Grundstruktur nach über einem griechischen Kreuz errichtet, die Längsrichtung ist etwas verlängert. Der Innenraum wird von einer Kuppel überspannt, diese enthält einen niedrigen Tambour und eine Laterne. Der Grundstruktur nach hat sie jeweils zwei Kreuzarme, den Chor mit dem Hochaltar und den Eingangsbereich gegenüber. Im Eingangsbereich sind links und rechts Seitenkapellen angefügt. Kreuzarme und Kapellen werden von Tonnengewölben gedeckt.
Der Innenraum wird von Pilastern nach korinthischer Ordnung gegliedert, die Kirche ist reich mit Vergoldungen und Stuck verziert. Die Pendentifs sind mit Figuren der vier Evangelisten aus Stuck versehen. Die Kuppel wird von vier breiten, nach oben schmaler werdenden Gurten gegliedert, die auf gestaffelten Pilasterchen toskanischer Ordnung aufsitzen. In die Fläche zwischen den Gurten sind vier Rundfenster eingefügt. 
Der rechte Kreuzarm enthält auf dem Altarretabel eine Darstellung des Heiligen Karl Borromäus, geschaffen vom Barockmaler Placido Constanzi. Das Gemälde der linken Seite ist modern, es stellt den Hl. Claudius dar und ist von Cleto Luzi, gearbeitet 1939. 
Das Gemäldes des linken Kreuzarms zeigt die Auferstehung Christi, vom französischen Maler Jean François de Troy in der ersten Hälfte des 18. Jahrhunderts gearbeitet. Das Gemälde der rechten Seite ist ebenfalls eine Arbeit von Luzi, ebenfalls von 1939, es zeigt den anderen Kirchenpatron, den Hl. Andreas.
Die rechte Seitenkapelle enthält noch einen aus dem Barock stammenden Altar, das Altarbild, darstellend den Hl. Joseph ist modern. Die Ausstattung der linken Seitenkapelle ist gänzlich modern.
Der Hochaltar enthält das Altarbild mit den Kirchenpatronen, eine Arbeit Pietro Barbieris aus dem 18. Jahrhundert. Über dem Altar befindet sich noch ein Fresko, dargestellt ist Gottvater von Antonio Bicchierai, ebenfalls aus dem 18. Jahrhundert.